# Мезоньяль, Антони
Антони́ Мезонья́ль (фр. Anthony Maisonnial; 23 марта 1998, Сен-Прьест-ан-Жаре, Франция) — французский футболист, вратарь клуба «Бастия».

## Ранние годы
Антони Мезоньяль родился в Сен-Прьест-ан-Жаре — небольшом городке к северу от Сент-Этьена. 21 сентября 2004 года в возрасте шести лет мальчик был зачислен в футбольную школу «Сен-Гальмье», находящуюся в местечке чуть севернее родного города. 1 июля 2008 года десятилетний Антони перешёл в детскую футбольную школу «Сент-Этьена», где прошёл все этапы подготовки в разных возрастных категориях.

## Клубная карьера

### «Сент-Этьен»
26 мая 2015 года, пройдя все этапы обучения, Мезоньяль подписал первый профессиональный контракт с родным «Сент-Этьеном» сроком на три года.
Перед стартом сезона 2015/16 в Лиге 1 вратарь получил 1-й игровой номер. 16 декабря 2015 года Мезоньяль был включен в список запасных на матч 1/8 Кубка лиги против «ПСЖ», закончившийся поражением «зелёных» с минимальным счётом.
17 декабря 2016 года дебютировал за «стефануа» в выездном матче 18-го тура Лиги 1 против «Лорьяна», выйдя на 13-й минуте игры вместо форварда Роберта Берича в связи с удалением основного в той встрече вратаря «Сент-Этьена» Жесси Мулена. Антони пропустил два мяча, а «зеленые» потерпели поражение со счётом 1:2, почти 80 минут проведя в меньшинстве.

## Сборная Франции
17 сентября 2013 года Мезоньяль дебютировал за сборную Франции до 16 лет под руководством Жан-Клода Жюнтини, выйдя в стартовом составе на товарищеский матч против сверстников из Уэльса. Игра завершилась победой французов с минимальным счётом. Всего в этой возрастной категории голкипер сыграл в семи товарищеских играх, пропустив четыре мяча: два от американцев, по одному от норвежцев и канадцев.
25 октября 2014 года вратарь сыграл единственный матч за сборную Франции до 17 лет под руководством того же Жюнтини, выйдя в основе против македонцев в рамках отборочного турнира Евро-2015 в этой возрастной категории. Игра закончилась разгромом балканской команды со счётом 3:0.
В 2015-м году Мезоньяль перешёл в сборную Франции до 18 лет, руководимую тем же специалистом.

## Стиль игры
Пресса, подчёркивая талант голкипера, сравнивает игру Мезоньяля со стилем вратаря сборной Франции Уго Льориса.

## Личная жизнь
Мезоньяль является верующим христианином, католиком.